# Fairfax Leighton Cartwright
Sir Fairfax Leighton Cartwright (20. července 1857 – 9. ledna 1928) byl britský diplomat. V diplomatických službách působil od mládí, v závěru své kariéry zastával důležitou funkci velvyslance v Rakousku-Uhersku (1908–1913), kde patřil k významným osobnostem mezinárodní politiky před první světovou válkou.

## Životopis

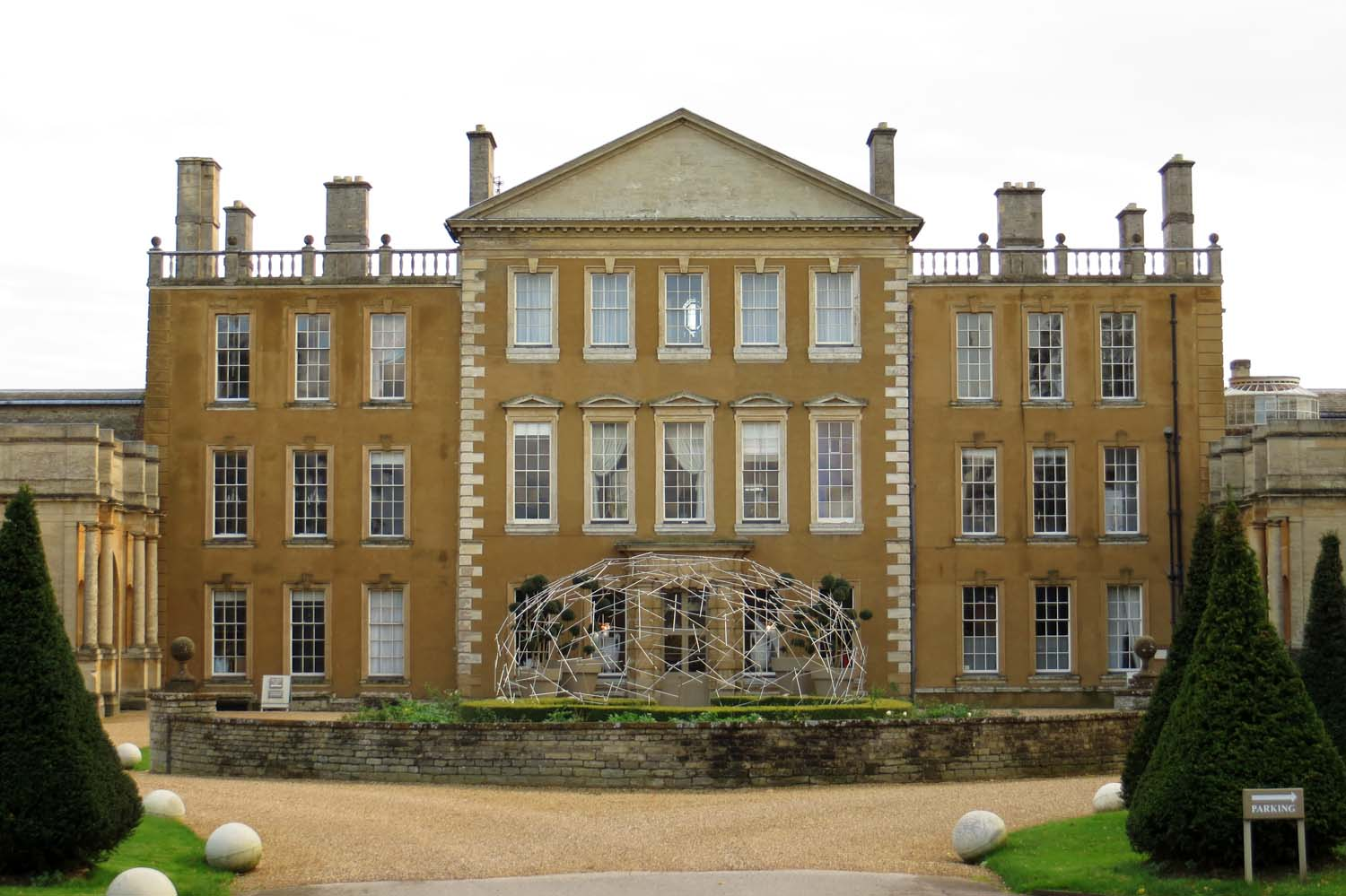
Zámek Aynhoe Park (Northamptonshire), majetek rodu Cartwrightů v 17.–20. století

Pocházel ze starobylé anglické rodiny s tradiční službou v armádě a státních úřadech, byl mladším synem dlouholetého poslance Dolní sněmovny Williama Saunderse Cartwrighta (1825–1915). Od mládí působil v diplomatických službách, souběžně se uplatňoval jako spisovatel a básník. V letech 1899–1905 působil jako vyslanecký tajemník v Mexiku a Portugalsku, poté byl velvyslaneckým radou ve Španělsku (1905–1906). V letech 1906–1908 byl vyslancem v Bavorsku a z Mnichova zároveň vykonával kompetence zplnomocněného ministra pro Bádensko a Württembersko.
Již během působení v Mnichově byl patrný jeho nepříliš přátelský postoj k Německu, a když měl v roce 1908 vystřídat Franka Lascellese na postu velvyslance v Berlíně, císař Vilém II. jeho jmenování odmítl akceptovat, což zdůraznil v korespondenci se svým bratrancem Eduardem VII. Cartwright se namísto toho stal velvyslancem ve Vídni, kde setrval pět let (1908–1913). Zpočátku měl problémy v komunikaci s rakousko-uherským ministrem zahraničí Aehrenthalem, ale časem se jejich vztah stal přátelský. Během balkánské krize v letech 1912–1913 Cartwright předpověděl, že problémy v této oblasti budou příčinou brzkého celoevropského válečného konfliktu.
Při příležitosti jmenování do funkce velvyslance ve Vídni byl v roce 1908 jako komtur Řádu sv. Michala a sv. Jiří povýšen do šlechtického stavu s nárokem na titul Sir. Téhož roku byl zároveň jmenován členem Tajné rady. V roce 1909 byl dekorován velkokřížem Viktoriina řádu a po odchodu do výslužby získal v roce 1914 velkokříž Řádu sv. Michala a sv. Jiří.
V roce 1898 se oženil s italskou aristokratkou hraběnkou Mariou Chigi-Zondadari, dcerou italského senátora. Ta přispěla k tomu, že z britské ambasády ve Vídni se před první světovou válkou stalo vyhledávané centrum společenského života. Z jejich manželství se narodil syn Richard Fairfax Cartwright (1903–1954).
Jeho sídlem byl zámek Aynhoe Park (hrabství Northamptonshire), který rodině Cartwrightů patřil od 17. století.